# Enrico Beruschi
Enrico Beruschi (Milano, 5 settembre 1941) è un comico, cabarettista e attore italiano.

## Biografia
Per 15 anni lavora come ragioniere presso la Galbusera, dove raggiunge la posizione di vice direttore commerciale. Durante l'esperienza lavorativa inizia a frequentare il corso serale di economia presso l'Università Cattolica del Sacro Cuore senza però completare gli studi. Nel 1972 tenta la carriera artistica presso il Derby Club di Milano; dopo due anni lascia il suo lavoro diurno per dedicarsi allo spettacolo come cabarettista professionista, attività che, seppure sporadicamente, esercita tuttora. Nel 1977 è il personaggio "Salvatore l'inventore" nel programma televisivo per ragazzi Qua la zampa ed è presente anche nel programma Non stop, insieme con i Gatti di Vicolo Miracoli, La Smorfia, Boris Makaresko, Marco Messeri e Nicola Arigliano. È presente anche in altri programmi Rai, come La sberla, Luna Park e Tutto compreso.

Beruschi negli anni ottanta, durante il programma comico Drive In, con Lory Del Santo ed Ezio Greggio

Negli anni ottanta è tra i protagonisti della trasmissione di successo Drive In, dove propone gag di personaggi buffi e sfortunati. Si è cimentato brillantemente anche come cantante classificandosi 5º al Festival di Sanremo 1979 con il brano Sarà un fiore, uno dei tormentoni dell'anno. Nel 1979 entra nel mondo del teatro e lavora accanto all'attrice Margherita Fumero, in seguito sua compagna di scena come moglie del "povero Beruschi". L'attività di teatro prosegue per tutti gli anni novanta e duemila. Nel 1994 ha partecipato come inviato di Quelli che il calcio commentando le partite dell'Inter, squadra della quale è tifoso. Nel 2007 debutta come regista teatrale. Senza pretendere seriosità eccessive sperimenta interpretazione e canto nell'opera lirica, interpretando, tra l'altro, il ruolo del Grillo Parlante in Le avventure di Pinocchio, opera lirica di Antonio Cericola.
Attore anche di cinema, dapprima in piccole parti, partecipando a molte commedie girate tra gli anni settanta ed ottanta, oltre che in film più impegnati, come Un borghese piccolo piccolo di Mario Monicelli. Abbandona l'attività nel corso degli anni novanta dopo l'interpretazione nella commedia Montecarlo Gran Casinò.

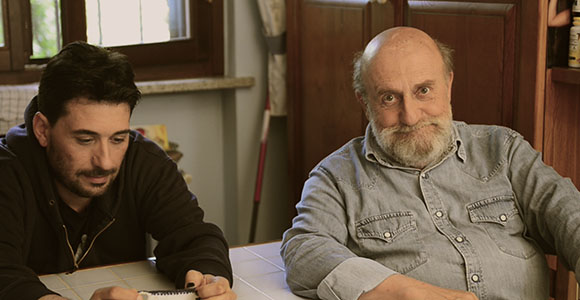
Enrico Beruschi e Davide Tafuni alias Dado Martino in una scena del film I Wanna Be the Testimonial

Nel 2002 partecipa al film televisivo Gian Burrasca.
Nel 2005, in coppia con Gabriella Capizzi, su Telenova conduce Lista d'attesa, programma in cui si esibiscono diversi dilettanti musicali e comici. L'attività televisiva prosegue anche dopo l'interruzione di quella cinematografica, con ruoli in fiction italiane come Elisa di Rivombrosa. Nel 2011 torna in televisione come protagonista della sitcom Io e Margherita, trasmessa dall'emittente lombarda Studio 1, e nel 2013 al cinema con il film La Finestra di Alice. Nel febbraio 2014 Beruschi, al Teatro di Milano, presenta lo spettacolo del Balletto di Milano W Verdi, interpretando la parte del compositore Giuseppe Verdi. Dal 2015 è testimonial ufficiale dei City Angels.
Nel 2022 conduce per alcune puntate il programma satirico Striscia la notizia, di nuovo insieme a Ezio Greggio e in sostituzione del conduttore Enzo Iacchetti.
Nel 2023 pubblica il brano Tienimi la mano, in duetto con Elena De Salve, autrice e produttrice dello stesso, dedicato al rapporto padre-figlia e nonno-nipote.
A novembre 2024 esce la sua autobiografia, Una vita meravigliao (Sagoma Editore), curata dal giornalista Massimiliano Beneggi.

## Filmografia

### Cinema
- C'eravamo tanto amati, regia di Ettore Scola (1974) – non accreditato
- Povero Cristo, regia di Pier Carpi (1975)
- Il padrone e l'operaio, regia di Steno (1975) – non accreditato
- Oh, Serafina!, regia di Alberto Lattuada (1976)
- Il medico... la studentessa, regia di Silvio Amadio (1976)
- Bruciati da cocente passione, regia di Giorgio Capitani (1976)
- La fine dell'innocenza, regia di Massimo Dallamano (1976) – non accreditato
- Un borghese piccolo piccolo, regia di Mario Monicelli (1977)
- La soldatessa alla visita militare, regia di Nando Cicero (1977)
- Le braghe del padrone, regia di Flavio Mogherini (1978)
- Letti selvaggi, regia di Luigi Zampa (1979)
- L'esercito più pazzo del mondo, regia di Marino Girolami (1981)
- Montecarlo Gran Casinò, regia di Carlo Vanzina (1987)
- Facciamo paradiso, regia di Mario Monicelli (1995)
- Shot - L'ultimo punto, regia di Claudio Colombo – cortometraggio (2009)
- On/Off, regia di Mario Marasco (2011)
- La finestra di Alice, regia di Carlo Sarti (2013)
- I Wanna Be the Testimonial, regia di Davide Tafuni e Dado Martino (2014)
- Tutto liscio, regia di Igor Maltagliati (2019)
- Dante, regia di Pupi Avati (2022)

### Televisione
- I promessi sposi, regia di Salvatore Nocita – miniserie TV (1989)
- I tre moschettieri, regia di Beppe Recchia – miniserie TV (1991)
- Piccolo mondo antico, regia di Cinzia TH Torrini – miniserie TV (2001)
- Gian Burrasca, regia di Maurizio Pagnussat – film TV (2002)
- Elisa di Rivombrosa – serie TV (2003-2004)
- Camera Café, regia di Fabrizio Gasparetto – sitcom, episodio 1x431 (2004)
- Io e Margherita, regia di Silvia Arzuffi – sitcom (2010)
- Bar dolce Bar, regia di Silvia Arzuffi – sitcom (2012)
- La Certosa di Parma, regia di Cinzia TH Torrini – miniserie TV (2012)
- Gran Palace Hotel Stella Alpina – film TV (2016)

## Teatro
- L'angelo azzurro (1979-1980)
- L'impareggiabile monsieur Landru (1980-1981)
- Il postino dell'arcobaleno (1981-1982)
- Arivivis (1992-1993)
- Tre sull'altalena (1993-1995)
- La cena dei cretini (1994-1996)
- Giuditta di Franz Lehár (Il cantastorie), regia di Massimo Scaglione, con José Cura, produzione Teatro Verdi di Trieste (estate 1994)
- Molto rumore per nulla di William Shakespeare (maggio 1996)
- Il rompiballe (1996-1997)
- Can-can (1997-1999)
- Tutte le donne lo vogliono (1998-2000)
- Casa di bambola (estate 1999)
- La presidentessa (estate 1999)
- Ora è possibile spegnere il computer (2000-2002)
- Verdi al tettuccio (settembre 2001)
- Don Pasquale (dicembre 2002)
- Toulouse Lautrec (marzo 2002)
- Le avventure di Pinocchio (dicembre 2003)
- La vie parisienne (marzo 2004)
- Il colpo della strega (ottobre 2007) – regia
- Chi ha detto che agli uomini piacciono le bionde, con Patrizia Rossetti (2010)
- L'apetit l'è la salsa pussee bona che ga sia (2011)
- W Verdi, con il Balletto di Milano (febbraio 2014)
- D Major Tv presents Classicamente Show, con Elizabeth Sombart e Alida Altemburg. Teatro Delfino di Milano (dicembre 2017)

## Televisione

### Programmi televisivi
- Qua la zampa (Rete 1, 1977)
- Non stop (Rete 1, 1977)
- Incontro con il cabaret di Enrico Beruschi (Rete 1, 1977) – puntata unica
- La sberla (Rete 1, 1978)
- Luna Park (Rete 1, 1979)
- Tutto compreso (Rete 2, 1981)
- Drive In (Italia 1, 1983-1986)
- Studio 5 (Canale 5, 1986-1987)
- Conto su di te! (Rai 2, 1988)
- Emilio (Italia 1, 1989-1990)
- Bellezze al bagno (Canale 5, 1989)
- Sabato al circo (Canale 5, 1989-1992)
- Evviva l'allegria (Canale 5, 1990)
- Estate 5 (Canale 5, 1991)
- Il TG delle vacanze (Canale 5, 1991)
- Quelli che il calcio (Rai 3, 1994-1995)
- Mi manda Lubrano (Rai 3, 1996-1997)[3]
- Lista d'attesa (Telenova, 2005-2006)
- Striscia la notizia (Canale 5, 2022)

### Pubblicità
Carosello – il budino Trillo della Voltana (1976)
Testimonial salviettine Fresh & Clean (1986-1987)

## Discografia
- 1977 – Salvatore l'inventore/Qua la zampa (Baby Records, BR-044)
- 1979 – Sarà un fiore/Prove a Sanremo (Baby Records, BR-077)
- 1980 – Urca che bello!/Il coccodrillo sul Monte Bianco (Baby Records, BR-50226)[6]
- 1981 – Volevano andare a Genova/Da capo (Baby Records, BR-50241)
- 1987 – Mira l'onda del mar/È facile dire  (Baby Records, 50371)
- 2023 – Tienimi la mano  feat. Elena De Salve (EM Productions)

## Doppiatori italiani
- Sergio Fiorentini in Povero Cristo
- Gianni Marzocchi in Il padrone e l'operaio
- Nino Scardina in Il medico... la studentessa